# 리처드 멘터 존슨
리처드 멘터 존슨(Richard Mentor Johnson, 1780년 10월 17일 ~ 1850년 11월 19일)은 미국의 제9대 부통령(1837~41)이며 미국 상원에 의하여 선출된 단 한명의 부통령으로 알려졌다.

## 어린 시절
오늘날 켄터키주 루이빌에 속하는 베어그래스에서 태어난 존슨은 자신의 가족에서 11명의 자녀들 중에 5번째였다. 1782년 가족은 파예트군에 있는 브라이언스 스테이션으로 이주하였다가 후에 스콧군으로 옮겨갔다. 경계 지방에 학교들이 없었던 당시 존슨은 15세에 자신의 정규 교육을 시작하였다. 그는 렉싱턴에 있는 트랜실베이니아 대학교에서 수학하였다.
1799년 그는 조지 니컬러스 앤드 제임스 브라운과 함께 법률 견습생으로서 법학을 공부하기 시작하였다. 1802년 존슨은 켄터키주 법정에 수용되어 그레이트 크로싱에서 자신의 사무소를 개업하였다.

## 초기 정치 경력
1804년 존슨은 켄터키주 연방 하원에서 스콧군을 대표하는 데 선출되어 자신의 정치 경력을 시작하였다. 그는 사법 재판소 위원회에 자신의 업무를 시작하였다. 1806년 그는 민주공화당 소속으로서 미국 하원으로 선출되었다. 그는 6개의 연속적 기간들을 위하여 재선되었다. 1815년부터 1819년까지 그는 켄터키주의 제3선거구를 대표하여 주로 빈민들의 이익을 대표하는 데 전념하였다.
의회가 1812년 전쟁을 선포하였을 때 존슨은 의용병들을 모집하러 켄터키주로 돌아왔다. 그는 그해 후순에 의회로 복귀하였고 인디언들의 기동성 게릴라전을 물리치는 계획을 제안하였다. 그는 제임스 매디슨 대통령에게 자신의 계획들을 증정하여 1813년의 여름 자신의 전술들을 이용하는 데 허용되었다. 탬스 전투에서 존슨은 테쿰세 추장을 살해하면서 명예를 얻었으나 심하게 부상을 당하였다.
자신의 용감으로 존슨은 자신의 대담하고 뛰어난 용맹에 명예를 주는 데 단검이 수여되었다. 1814년 영국군이 워싱턴 D. C.를 공격하여 백악관을 불태웠을 때 존슨은 워싱턴 D. C.가 포획되는 데 어떤 처지가 허용한 것을 조사하는 데 위원회의 의장을 맡았다. 전쟁이 끝났을 때 존슨은 자신의 주의를 미망인과 고아들을 위한 연금을 확보하고, 서부에서 내부의 향상들을 적립하는 논쟁들로 돌렸다.

## 전쟁 이후의 경력
전쟁 후에 존슨은 1816년 배상법을 후원하여 배상의 일당 제도보다 한해의 월급을 제안하였다. 법안은 통과하여 그해 후순에 법률로 만들어졌으나 대책은 투표인들과 함께 인기가 없는 것으로 드러났다. 많은 입법자들은 결과로서 자신들의 의석을 잃었으나 존슨은 자신의 인기에 감사하는 의회에 남아있었다.
전쟁 장관의 직무를 거절한 후, 존슨은 자신이 미국 전쟁부의 국방 정책들에 영향을 준 지출 위원회의 의장이 되었다. 1818년 노스다코타주 비즈마크에서 군사 전초 기지를 건설하는 원정이 찬성되었고, 계약은 존슨의 동생에게 수여되었다.

## 상원 경력
1818년 존슨은 자신이 하원으로부터 퇴직할 것을 공고하여 상원의 직무를 위하여 출마하였다. 존슨은 선거에서 패하였지만 하원에서 자신의 기간이 끝났을 때 그는 존 J. 크리텐던이 사임한 후 상원의 의석을 체웠다. 자신의 상원 재직 기간 동안 많은 다른 켄터키주의 주민들처럼 1819년의 공황에 잡혔따. 그는 자신 소유와 자신의 이웃 문제들을 돕는 데 빚 구제와 파산 입법을 위한 분투에 참가하였다. 그는 빚의 투옥 실행을 폐지하기를 원하였고, 10년 후에 그의 목적은 성취되었다.
존슨은 자신과 그리고 자신이 가까웠던 사람들을 위한 계약들을 확보한 것으로 정부에서 알려졌다. 그런 하나의 노력은 인디언들에게 유럽-미국식 교육을 바친 촉토 학원의 설립이었다. 그 학교는 1825년에 지어졌다. 19회와 20회 의회가 열린 동안 존슨은 우정 위원회의 의장이었다. 그는 1828년 다시 상원 의석을 위하여 출마하였으나 성공적이지 않았다.
자신의 기간이 끝난 후, 존슨은 하원으로 돌아와 1829년부터 1833년까지 켄터키주의 제5선거구를, 그러고나서 1837년까지 제13선거구를 대표하였다. 22회, 23회와 24회 의회가 열린 동안 존슨은 군사 위원회의 의장을 맡았다. 그의 정치적 입장들은 투표인들 사이에 인기가 있었고, 그는 1832년 대통령직을 위하여 추천되었다. 앤드루 잭슨이 두번째 기간을 위하여 자신이 재선을 추구할 것을 공고한 후, 존슨은 자신의 선거 운동을 포기하였다.

## 부통령 재임
1832년 미국 대통령 선거가 있던 후, 존슨은 1836년 기간을 위하여 부통령직을 위하여 선거 운동을 벌이기 시작하였다. 하지만 겨우 하나의 선거민 투표 차이로 다수를 패하였다. 이 일은 상원이 부통령을 선출해야 했던 것을 의미하였고, 그는 프랜시스 그랜저를 상대로 출마하여 이겼다. 존슨은 제9대 부통령 (1837년 ~ 1841년)을 지냈다. 그의 기간은 자신이 마틴 밴 뷰런 대통령과 적은 영향력을 가진 이래 거의 눈에 띄지 않았다.
1840년 존슨이 민주당 공천 후보에 책임이었다는 것이 명확해졌다. 밴 뷰런은 재선을 위하여 서 있었고 존슨을 공천 후보로부터 떨어뜨리는 데 마음을 내키지 않았다. 민주당 전당 대회가 존슨을 후보 지명하는 데 거부하였을 때 타협이 확보되었고, 밴 뷰런은 이것을 위하여 다른 후보를 찾아야 했다. 하지만 존슨은 자신의 직무를 유지하는 데 지속적으로 선거 운동을 벌였다. 선거에서 그는 48개 만의 투표를 받았다. 그는 자신의 고향 켄터키주를 패하였다.

## 이후의 생애
부통령으로서 자신의 기간을 끝낸 후, 존슨은 켄터키주에 있는 자신의 농장으로 돌아가 자신의 술집을 감시하였다. 그는 1841년부터 1843년까지 켄터키주 하원에서 스콧군을 대표하였다. 1842년 그는 상원 의석을 위하여 출마하였고, 1844년 대통령을 위하여 후보 지명이 되는 데 추구하였다. 1850년 그는 켄터키주 하원에서 선출된 직무로 돌아왔따. 하지만 존슨은 자신의 기간으로 들어가는 겨우 2주 만에 프랭크퍼트에서 발작으로 사망하였다.

## 개인 생활
존슨은 자신의 모친이 그의 신부를 불찬성한 이래 자신이 16세때 자신의 부부 약혼을 끊었다. 하지만 딸 실리아가 태어나 존슨 가족에 의하여 길러졌다.
부친의 사망 후, 존슨은 흑인의 피가 1/8 섞인 옥토룬 노예 줄리아 친과 연애를 시작하였고, 그들이 결혼으로부터 금지되었던 이래 그녀를 부인같이 대하였다. 그녀는 콜레라 전염병이 있던 동안 1833년에 사망하였다. 그들은 2명의 딸 - 애들라인과 이모진을 두었다. 그는 교육과 재정적 성원과 함께 딸들을 마련하였다. 하지만 그들은 법정이 그들은 위법의 자식들이었다는 판결을 내렸던 이래 그의 사유지를 물려받는 것으로부터 금지되었다.
친의 사망 후, 존슨은 또다른 노예 여성과 연애를 시작하였으나 그녀는 다른 남성을 위하여 그를 떠났다. 그는 그러고나서 그녀를 경매에 팔고 그녀의 누이와 함께 연애를 시작하였다고 한다.

## 역대 선거 결과
| 선거명      | 직책명                       | 대수 | 정당          | 득표율  | 득표수 (선거인단)  | 결과 | 당락                   |
| ----------- | ---------------------------- | ---- | ------------- | ------- | ------------------ | ---- | ---------------------- |
| 1803년 선거 | 하원의원 (켄터키 제4선거구)  | 8대  | 민주공화당    | 24.88%  | 1,342표            | 3위  | 낙선                   |
| 1806년 선거 | 하원의원 (켄터키 제4선거구)  | 10대 | 민주공화당    | 42.51%  | 2,315표            | 1위  | 켄터키주 상원의원 당선 |
| 1808년 선거 | 하원의원 (켄터키 제4선거구)  | 11대 | 민주공화당    | 100.00% | 737표              | 1위  | 켄터키주 상원의원 당선 |
| 1810년 선거 | 하원의원 (켄터키 제4선거구)  | 12대 | 민주공화당    | 77.38%  | 684표              | 1위  | 켄터키주 하원의원 당선 |
| 1812년 선거 | 하원의원 (켄터키 제3선거구)  | 13대 | 민주공화당    | 100.00% | 4,048표            | 1위  | 켄터키주 하원의원 당선 |
| 1814년 선거 | 하원의원 (켄터키 제3선거구)  | 14대 | 민주공화당    | 100.00% | 3,677표            | 1위  | 켄터키주 하원의원 당선 |
| 1816년 선거 | 하원의원 (켄터키 제3선거구)  | 15대 | 민주공화당    | 56.65%  | 3,259표            | 1위  | 켄터키주 하원의원 당선 |
| 1819년 선거 | 상원의원 (켄터키 제2부)      | 16대 | 민주공화당    | 100.00% | 1표                | 1위  | 켄터키주 상원의원 당선 |
| 1822년 선거 | 상원의원 (켄터키 제2부)      | 18대 | 민주공화당    | 100.00% | 1표                | 1위  | 켄터키주 상원의원 당선 |
| 1828년 선거 | 상원의원 (켄터키 제2부)      | 18대 | 민주당        | 0%      | 0표                | 2위  | 낙선                   |
| 1828년 선거 | 하원의원 (켄터키 제5선거구)  | 21대 | 잭슨파 민주당 | 55.15%  | 3,634표            | 1위  | 켄터키주 하원의원 당선 |
| 1831년 선거 | 하원의원 (켄터키 제5선거구)  | 22대 | 잭슨파 민주당 | 100.00% | 1표                | 1위  | 켄터키주 하원의원 당선 |
| 1833년 선거 | 하원의원 (켄터키 제13선거구) | 23대 | 잭슨파 민주당 | 73.57%  | 4,737표            | 1위  | 켄터키주 하원의원 당선 |
| 1835년 선거 | 하원의원 (켄터키 제13선거구) | 24대 | 잭슨파 민주당 | 100.00% | 1,267표            | 1위  | 켄터키주 하원의원 당선 |
| 1836년 선거 | 미국의 부통령                | 9대  | 민주당        | 50.00%  | 147표              | 1위  | 미국의 부통령 당선     |
| 1840년 선거 | 미국의 부통령                | 10대 | 민주당        | 46.81%  | 1,128,854표 (48명) | 2위  | 낙선                   |
| 1849년 선거 | 상원의원 (켄터키 제3부)      | 31대 | 민주당        | 32.85%  | 45표               | 2위  | 낙선                   |